# Mechanisme (techniek)

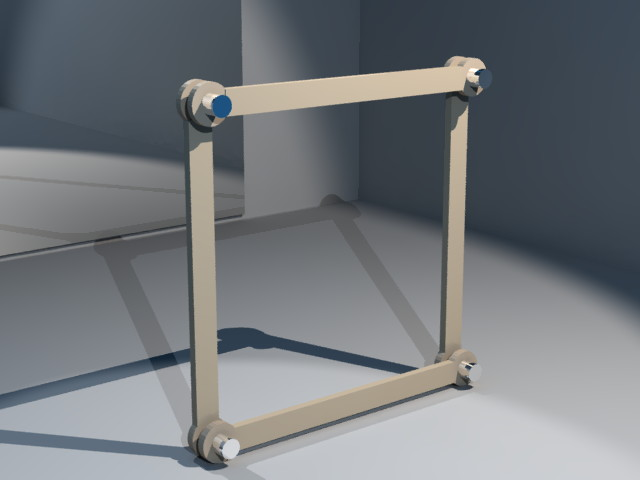
Voorbeeld van een mechanisme: een vakwerk met één graad van vrijheid (de constructie kan vrij deformeren tot een parallellogram)

Een mechanisme is een constructie van onderling beweegbaar aan elkaar verbonden delen. Een aan een mechanisme opgelegde beweging wordt omgezet in een verlangde, van het mechanisme af te nemen beweging. De onderlinge bewegingsmogelijkheden worden bepaald door de aard van de verbindingen, zoals scharnieren, geleidingen en verende elementen.
Een aantal veelvoorkomende toepassingen van mechanismen:
- Markeren van twee of meer standen van een constructie: uitstrekken/inklappen, open/dicht, groter maken/kleiner maken, etc.. Voorbeeld: vouwstoel, computertafel, koffersluiting of versnellingspook. Deze mechanismen worden standenmechanismen genoemd.

- Omzetten van een beweging volgens een bepaald, gewenst verband tussen ingangs- en uitgangssignaal. Hierbij kan de nadruk liggen op:

transformatie: de nadruk van de omzetting ligt op het bewegingspatroon. Een veelvoorkomend geval is de omzetting van een heen- en weergaande beweging in een roterende (bijvoorbeeld: zuiger - krukas) of van een roterende naar een heen- en weergaande beweging (bijvoorbeeld: autoruitenwisser).
krachtversterking:zoals bij de meeste krachtoverbrengingen (bijvoorbeeld: een tang of een autokrik).
verplaatsing: (vergroting of verkleining van een verplaatsing) zoals bij analoge meetinstrumenten.
- Geleiding van een beweging langs een bepaalde baan, geleidingsmechanismen genaamd, zoals bij een pneumatische cilinder.

- Vastklemmen, oftewel het indexeren of fixeren van onderling beweegbare onderdelen.

## Mechanisch
Bij een apparaat wordt met mechanisch bedoeld: niet elektrisch/elektronisch. Vaak wordt de energie geleverd door spierkracht, direct (bijvoorbeeld bij een rekenmachine, een nietmachine, een fiets en een mixer) of indirect (bijvoorbeeld bij een klok, speeldoos en speelgoed door een veer op te winden, en bij een klok door een gewicht op te trekken).